# Chrome Division
Chrome Division é uma banda norueguesa de heavy metal. Composta pelo integrante vocalista da banda norueguesa Dimmu Borgir: Shagrath, que atua como guitarra rítmica. No anunciado último álbum da banda "One Last Ride", houve o retorno do vocalista Eddie Guz, que anteriormente tinha deixado a banda e sendo assumido por Shady Blue.
A banda toca Doomsday hard rock e, até o momento, lançou quatro álbuns, Doomsday Rock 'n Roll em 2006, Booze, Broads e Beelzebub em 2008, 3rd Round Knockout em 2011 e Infernal Rock Eternal em 2014. A banda anunciou que seu quinto álbum, One Last Ride, será o último.

## Membros

### Atuais
- Eddie Guz – vocal (do The Carburetors)
- Ogee – baixo
- Kjell Karlsen – guitarra
- Shagrath – guitarra rítmica (do Dimmu Borgir)[4]
- Tony White – bateria (ex-Old Man's Child)

### Antigos
- Shady Blue – vocal (do Susperia)
- Lex Icon – bateria (ex-Dimmu Borgir e atualmente do The Kovenant)
- Ricky Black – guitarra[4]
- Björn Luna – baixo (do Ashes to Ashes)

## Discografia
- Doomsday Rock 'n Roll (2006), Nuclear Blast
- Booze, Broads and Beelzebub (2008), Nuclear Blast
- 3rd Round Knockout (2011), Nuclear Blast
- Infernal Rock Eternal (2014), Nuclear Blast[5]
- One Last Ride (2018), Nuclear Blast